# Werner Koch (Pfarrer)
Werner Koch (*  26. Dezember 1910 in Bielefeld; † 31. Juli 1994 in Emlichheim) war ein deutscher Pfarrer, reformierter Theologe, Journalist und Widerstandskämpfer gegen den Nationalsozialismus.

## Leben
Nach dem Schulbesuch studierte Werner Koch in Marburg, Tübingen, Paris und Bonn Evangelische Theologie. Nach seinem Studium besuchte er das (illegale) Predigerseminar der Bekennenden Kirche in Finkenwalde unter Dietrich Bonhoeffer. Ab 1935/36 berichtete er für verschiedene ausländische Presseorgane über den Kirchenkampf. Sein Vikariat leistete er währenddessen in Wuppertal-Barmen ab. Bei seiner Korrespondententätigkeit wurde er von seinem Freund Ernst Tillich unterstützt. Wegen des Verdachts, die Denkschrift der Bekennenden Kirche an Hitler an die ausländische Presse weitergegeben zu haben, wurde Koch am 13. November 1936 verhaftet. Tillich und Friedrich Weißler waren schon im Oktober in Haft genommen worden. Koch wurde am 13. Februar 1937 ins KZ Sachsenhausen gebracht, wo er bis zu seiner Entlassung am 2. Dezember 1938 blieb. Während seiner Gefangenschaft musste er sich einmal gefesselt auf den Boden legen und zwei kriminelle Häftlinge wurden von einem SS-Sturmführer angewiesen seinen Kopf mit einem großen Haufen Sand zu bedecken. Der SS-Sturmführer intervenierte im letzten Augenblick, da Koch zunächst verschont bleiben sollte. Entlassen wurde er aus einer Laune Himmlers heraus, den ein Freund von Kochs Vater um dessen Entlassung bat.
Bis zu seiner Einberufung zur Wehrmacht im November 1939 arbeitete er sodann beim Evangelischen Presseverband für das Rheinland. Im Krieg wurde er zunächst als Dolmetscher im Emsland eingesetzt, im Sommer 1942 erfolgte die Verlegung an die russische Front, wo er bald verwundet wurde. Nach seiner Genesung war er Wehrmachtsdolmetscher für Französisch im Ruhrgebiet. Im März 1945 desertierte er; er wurde nach Ascot gebracht, wo das englische Kriegsministerium auf der königlichen Rennbahn ein Kriegsgefangenen-Sonderlager für deutsche Kriegsgefangene eingerichtet hatte, die sich als Gegner des Nationalsozialismus ausgewiesen hatten. Er wirkte dort als Lagerpfarrer. Gleichzeitig nahm er seine publizistische Tätigkeit wieder auf und arbeitete für den Londoner Rundfunk. Von 1947 bis 1969 war er Gemeindepfarrer in Berlin, Espelkamp und Netphen, danach wirkte er als Religionslehrer in der Grafschaft Bentheim.
Während seines gesamten beruflichen Lebens war Werner Koch nebenher auch immer journalistisch tätig. 1972 promovierte er in Paris zum Doktor der Theologie.
Als Zeitzeuge und beredter Gast war Koch viele Jahre lang weltweit auf Vortragsreisen unterwegs. Im Ruhestand in Emlichheim engagierte er sich u. a. in der antifaschistischen deutsch-niederländischen Organisation „Nooit meer / Nie wieder“, deren Vorsitzender er lange war. Koch war viele Jahre einer der Präsidenten des Sachsenhausen-Komitees der Bundesrepublik Deutschland.

## Ehrungen
- 1991: Verdienstkreuz der Bundesrepublik Deutschland

## Werke
- Bekennende Kirche, gestern und heute: Was jedermann von ihr wissen sollte. Stuttgart: Kohlhammer 1946 (Kirche für die Welt; H. 6)
- Heinemann im Dritten Reich: ein Christ lebt für Morgen. 3. Aufl., Wuppertal: Aussaat-Verlag 1974; ISBN 3-7615-0102-1
- Der Kampf der Bekennenden Kirche im Dritten Reich.  Vortrag in der Gedenk- und Bildungsstätte Stauffenbergstraße am 28. November 1974. Gedenk- und Bildungsstätte Stauffenbergstraße, Berlin, 4. Aufl. 1983 (Beiträge zum Thema Widerstand 4)
- Sollen wir „K“ weiter beobachten? Ein Leben im Widerstand. Mit einem Geleitwort von Thomas Klaus und einem Vorwort von Helmut Gollwitzer. (Erstausgabe Stuttgart: Radius-Verlag 1982) Argenbühl-Christazhofen: Verlags-Werkstatt 1993; ISBN 3-928448-08-0
- Fürchte dich nicht, glaube nur … im Gedenken an Friedrich Weißler, Landgerichtsdirektor (PDF; 1,2 MB)